# Ко Лан
Ко Лан (на тайски: เกาะล้าน) е остров по източната крайбрежна ивица на Тайланд. Намира се на 7,5 км от брека на Патая. Името “Ко Лан“ (на английски: Ko Lan) е името на острова според Тайската обща кралска система за транскрипция. Познат е още и като “Кох Ларн“ и “Ко Лаан“.

## География
Ко Лан е с дължина около 4 км и ширина около 2 км, като площта му е 5,6 км2 или 3411 рай, (тайска мерна единица, равняваща се на 1600 м2). Той е най-големият сред “близките острови“ край южния бряг на Патая. Намира се в югоизточния край на Залива на Банкок и в източната част на Тайландския залив. Част е от района Банг Ламунг в провинцията Чонбури.
Островът е хълмист и покрит с ниска тропическа гора. На най-високата му точка, на 180 м надморска височина, е разположен Будистки храм. На Ко Лан се намират две малки села, Бан Ко Лан и Бан Крок Макхан, в които има ресторанти и хотели. Превоз между континента и острова се извършва от фериботи.
На острова има осем плажни ивици, като повечето са разположени по западния бряг. Най-много посещаван е плажа Тауаен, където има и малко пристанище. По крайбрежната ивица има ресторанти и магазини за турситите. Сред популярните плажове са също така Тонгланг, Тиен, Самае и Наон.

Към 2018 г. на острова има 1567 хотелски стаи и два кея.
- Залез над Ко Лан
- Плажът Самае
- Плажът Тонг Ланг
- Ко Лан от изток
- Изглед към острова
- Изглед към острова, 2013 г.

## Съседни острови
В близост до Ко Лан има два по-малки острова:
- Ко Сак, тесен остров с форма на буквата “с“ и малък залив от северната си страна. Намира се на 0,6 км на север от Ко Лан. Най-високата му точка е 33 м н.в. Има места за настаняване на туристи.
- Ко Крок, частен остров на около 2 км на изток от Ко Лан. Най-високата му точка е 41 м н.в.

Ко Пай, главният остров на Му Ко Пай, групата от т.нар. “далечни острови“ на Патая, е на около 14 км на запад от Ко Лан.

## Последици от туризма
По време на пиковия туристически сезон, Ко Лан е посещаван от до 10 000 души на ден, а извън сезона - около 3000. Максималният брой туристи, които островът може да посрещне на ден, е 6410. На острова има около 8000 постоянни жители и работници. Посетителите и жителите на острова произвеждат общо около 50 тона твърди отпадъци на ден, най-вече от храна, пластмасови опаковки, стъклени бутилки и стиропор, но властите на Патая успяват да премахнат едва около 20-25 тона на ден. Патая няма собствено сметище. Отпадъците от Ко Лан биват пренасяни до сметище в Сарабури. Непремахнатите отпадъци се трупат на нерегламентирано сметище в центъра на острова, като към 2018 г. има над 50 000 тона натрупани. Въпреки наличието на пранове за построяването на цех за рециклиране, това все още не се е случило.